# 澎金馬
澎金馬為中華民國之澎湖、金門、馬祖三地的合稱，也稱「金馬澎」。三地分設現今中華民國僅有的三個離島縣，分別為澎湖縣、金門縣及連江縣（馬祖）；相對於台灣本島，也統稱為「離島地區」或「外島地區」。

澎金馬位於臺灣海峽的地圖

## 地理
澎金馬為臺灣海峽的三個島縣範圍。三個島縣呈三角形，橫跨臺灣海峽西部和東部，此地區島上陸地面積雖小、但領海海域面積遼闊。島上陸地總面積為307.3201平方公里。
到2018年7月止，澎金馬地區的總計：人口255,069人。

## 合作交流
- 離島區域合作平台[2]
- 中華民國離島縣聯合運動會：第一屆中華民國離島縣聯合運動會，於民國95年11月由金門縣配合第15屆縣運會創辦誕生，金門、連江(馬祖)、澎湖三縣共襄盛舉。[3]
- 此三縣雙雙互為姊妹縣。
- 2016年臺灣燈會升格為全國燈會，首設離島燈區。[4]

## 外部連結
- 內政部統計月報1.9縣市現住人口